# Varož
Varož is een plaats in de gemeente Barban in de Kroatische provincie Istrië. De plaats telt 49 inwoners (2001).